# ESP8266

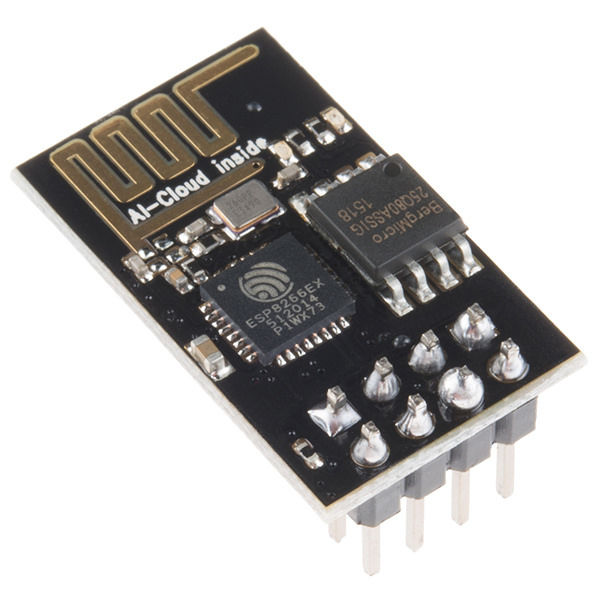
Ai-Thinker의 ESP8266EX SoC가 장착된 ESP-01 모듈

ESP8266은 중국 상하이의 Espressif Systems에서 생산된 저비용 와이파이마이크로칩으로, 내장된 TCP/IP 네트워킹 소프트웨어와 마이크로컨트롤러 기능을 갖추고 있다.
이 칩은 2014년 8월, 타사 제조업체 Ai-Thinker가 만든 ESP-01 모듈을 통해 영어권 메이커 커뮤니티에서 인기를 얻었다. 이 작은 모듈은 마이크로컨트롤러가 와이파이 네트워크에 연결하고 헤이즈 스타일 명령을 사용하여 간단한 TCP/IP 연결을 할 수 있도록 한다. 그러나 처음에는 이 칩과 칩이 수용하는 명령에 대한 영어 문서가 거의 없었다. 매우 낮은 가격과 모듈에 외부 부품이 거의 없다는 사실은 대량 생산 시 매우 저렴해질 수 있음을 시사하며, 많은 해커들이 모듈, 칩 및 소프트웨어를 탐구하고 중국어 문서를 번역하도록 이끌었다.
ESP8285는 1 MiB 플래시 메모리가 내장된 유사한 칩으로, 와이파이를 통해 연결할 수 있는 단일 칩 장치를 설계할 수 있도록 한다.
이 마이크로컨트롤러 칩들은 ESP32 제품군에 의해 계승되었다.

## 특징

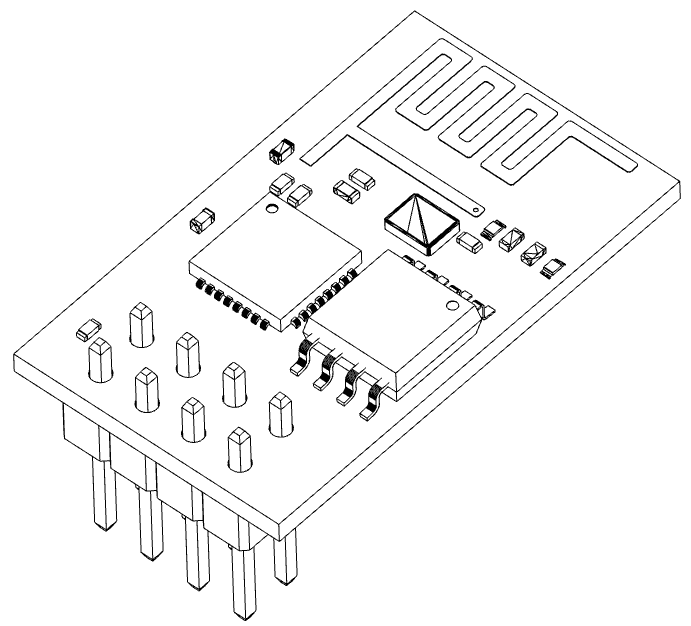
ESP-01 모듈 와이어프레임 도면

- 프로세서: 80 또는 160 MHz에서 작동하는 Tensilica Diamond Standard 106Micro 기반의 L106 32비트 RISC 마이크로프로세서 코어[5]
- 160 Kbytes의 RAM 메모리는 다음으로 분할된다.[6]
  - 32 KB 명령어 RAM (iRAM)
  - 32 KB 명령어 캐시 RAM
  - 96 KB의 dRAM은 SDK 및 힙 메모리용 80 KB dRAM과 ROM용 16 KB로 분할됨
- 외부 QSPI 플래시: 최대 16 MiB 지원 (일반적으로 512 KiB ~ 4 MiB 포함)
- IEEE 802.11 b/g/n 와이파이
  - 통합 TR 스위치, 발룬, LNA, 전력 증폭기 및 매칭 네트워크
  - WEP 또는 WPA/WPA2 인증 또는 개방형 네트워크
- 17 GPIO 핀[7]
- SPI
- I²C (소프트웨어 구현)[8]
- DMA가 있는 I²S 인터페이스 (GPIO와 핀 공유)
- 전용 핀의 UART 및 GPIO2에서 송신 전용 UART 활성화 가능
- 10비트 ADC (축차 근사 ADC)

## ESP-01 핀 배열

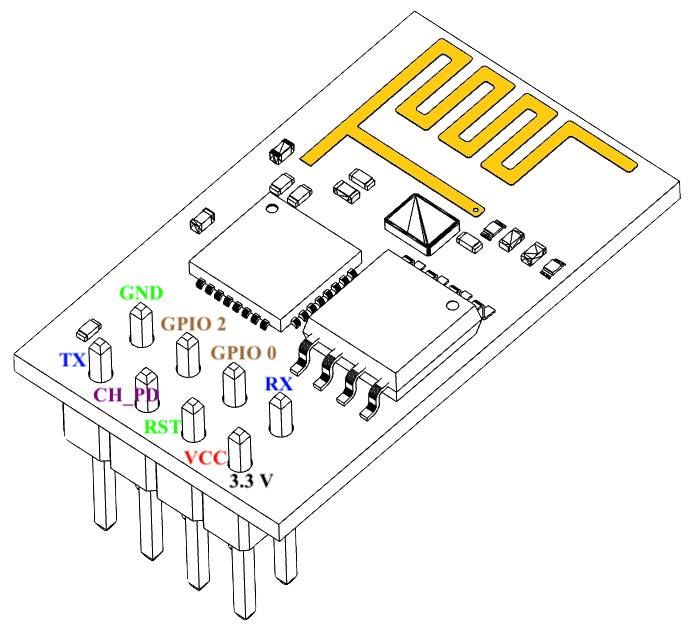
ESP-01 모듈 핀 배열

일반적인 ESP-01 모듈의 핀 배열은 다음과 같다:
1. GND, 접지 (0 V)
2. GPIO 2, 범용 입출력 2번
3. GPIO 0, 범용 입출력 0번
4. RX, 수신 데이터 입력, 또한 GPIO3
5. VCC, 전압 (+3.3 V; 최대 3.6 V까지 처리 가능)
6. RST, 리셋
7. CH_PD, 칩 전원 차단
8. TX, 송신 데이터 출력, 또한 GPIO1

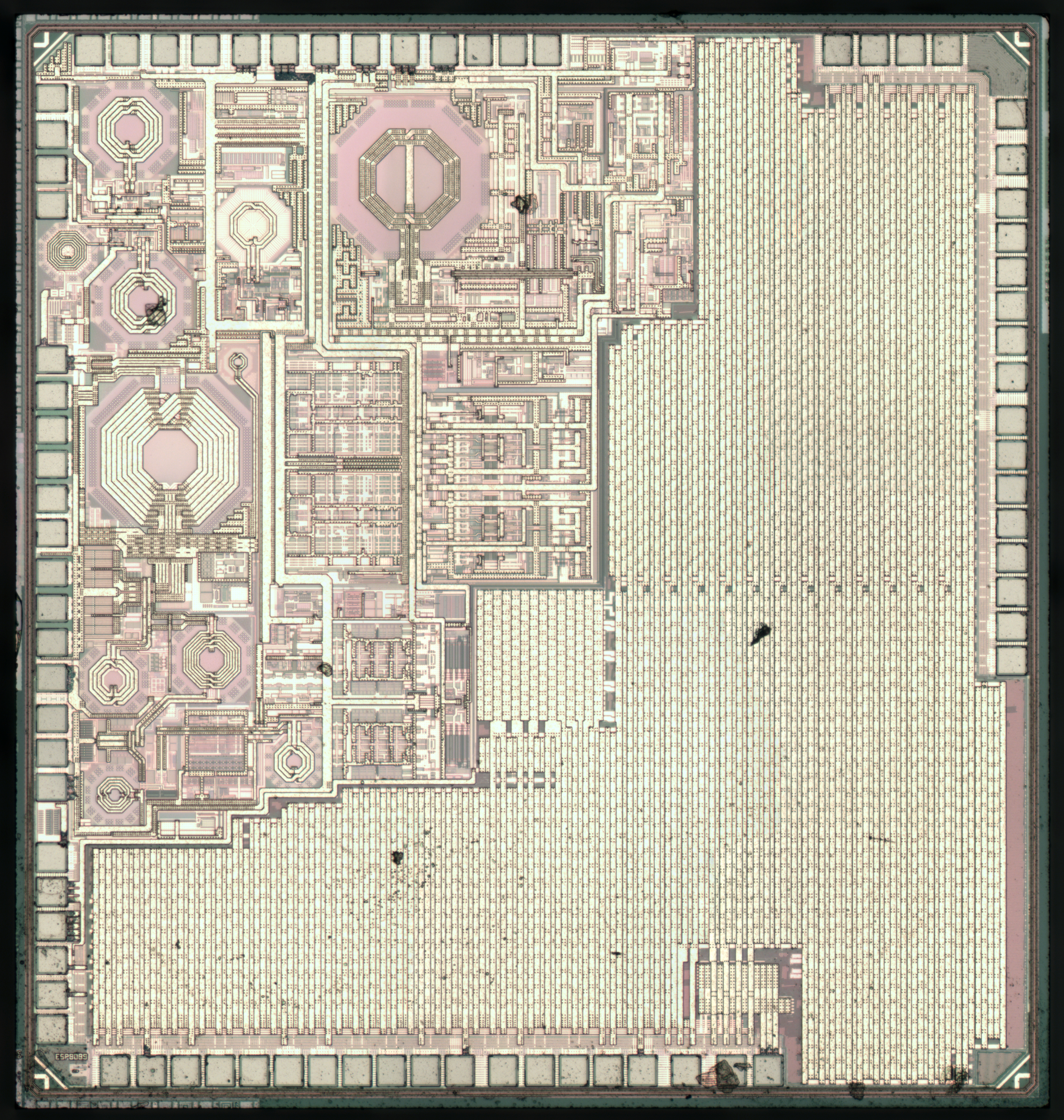
ESP8266 다이샷

## SDK
2014년 10월, Espressif Systems는 칩을 직접 프로그래밍할 수 있는 SDK를 출시하여 별도의 마이크로컨트롤러가 필요 없게 되었다. 그 이후로 Espressif는 여러 공식 SDK 릴리스를 발표했으며, Espressif는 두 가지 버전의 SDK를 유지하고 있다. 하나는 FreeRTOS 기반이고 다른 하나는 콜백 기반이다.
Espressif의 공식 SDK 외의 대안으로는 Max Filippov가 유지 관리하는 GCC 툴체인 기반의 오픈 소스 ESP-Open-SDK가 있다. 또 다른 대안은 Mikhail Grigorev의 "비공식 개발 키트"이다.
주로 오픈 소스인 다른 SDK는 다음과 같다.
- 아두이노 — C++ 기반 펌웨어. 이 코어로 ESP8266 CPU와 와이파이 구성 요소를 다른 아두이노 장치처럼 프로그래밍할 수 있다. ESP8266 아두이노 코어는 깃허브를 통해 이용할 수 있다.
- ESP8266 BASIC — 특히 사물인터넷(IoT)에 맞춰진 오픈 소스 베이직 유사 인터프리터. 자체 호스팅 브라우저 기반 개발 환경.
- ESP Easy — 가정 자동화 애호가들이 개발.
- ESPHome — ESPHome은 간단하면서도 강력한 구성 파일로 ESP8266/ESP32를 제어하고 가정 자동화 시스템을 통해 원격으로 제어하는 시스템이다.
- Tasmota - 가정 자동화를 위한 오픈 소스 펌웨어.
- ESP-Open-RTOS — 오픈 소스 FreeRTOS 기반 ESP8266 소프트웨어 프레임워크.
- ESP-Open-SDK — ESP8266/ESP8285 칩용으로 가능한 한 자유롭고 개방적인 통합 SDK.
- Espruino — Node.js를 밀접하게 모방한 활발히 유지 관리되는 자바스크립트 SDK 및 펌웨어. ESP8266을 포함한 몇몇 MCU를 지원.
- ESPurna — 오픈 소스 ESP8285/ESP8266 펌웨어.
- Forthright — 존스 포스(Jones Forth)의 ESP8266 마이크로컨트롤러 포트.
- MicroPython — ESP8266 플랫폼으로 마이크로파이썬(임베디드 장치용 파이썬 구현)을 포팅한 것.
- Moddable SDK — ESP8266용 자바스크립트 언어 및 라이브러리 지원 포함
- Mongoose OS — 연결된 제품을 위한 오픈 소스 운영 체제. ESP8266 및 ESP32 지원. C 또는 자바스크립트로 개발.[15]
- NodeMCU — Lua 기반 펌웨어.
- PlatformIO — 아두이노 코드 및 라이브러리 위에 있는 크로스 플랫폼 IDE 및 통합 디버거.
- Punyforth — ESP8266용 포스(Forth)에서 영감을 받은 프로그래밍 언어.
- Sming — 뛰어난 성능과 다양한 네트워크 기능을 갖춘 활발히 개발 중인 비동기 C/C++ 프레임워크.
- uLisp — 제한된 RAM을 가진 프로세서에서 실행되도록 특별히 설계된 리스프 프로그래밍 언어 버전.
- ZBasic for ESP8266 — 널리 사용되는 마이크로소프트 비주얼 베이직 6의 서브셋으로, ZX 마이크로컨트롤러 제품군 및 ESP8266의 제어 언어로 채택되었다.
- Zerynth — 파이썬으로 ESP8266[16] 및 기타 마이크로컨트롤러를 프로그래밍하기 위한 IoT 프레임워크.
- EspOS 웹 서버, 쉬운 IoT 솔루션.

## Espressif 모듈

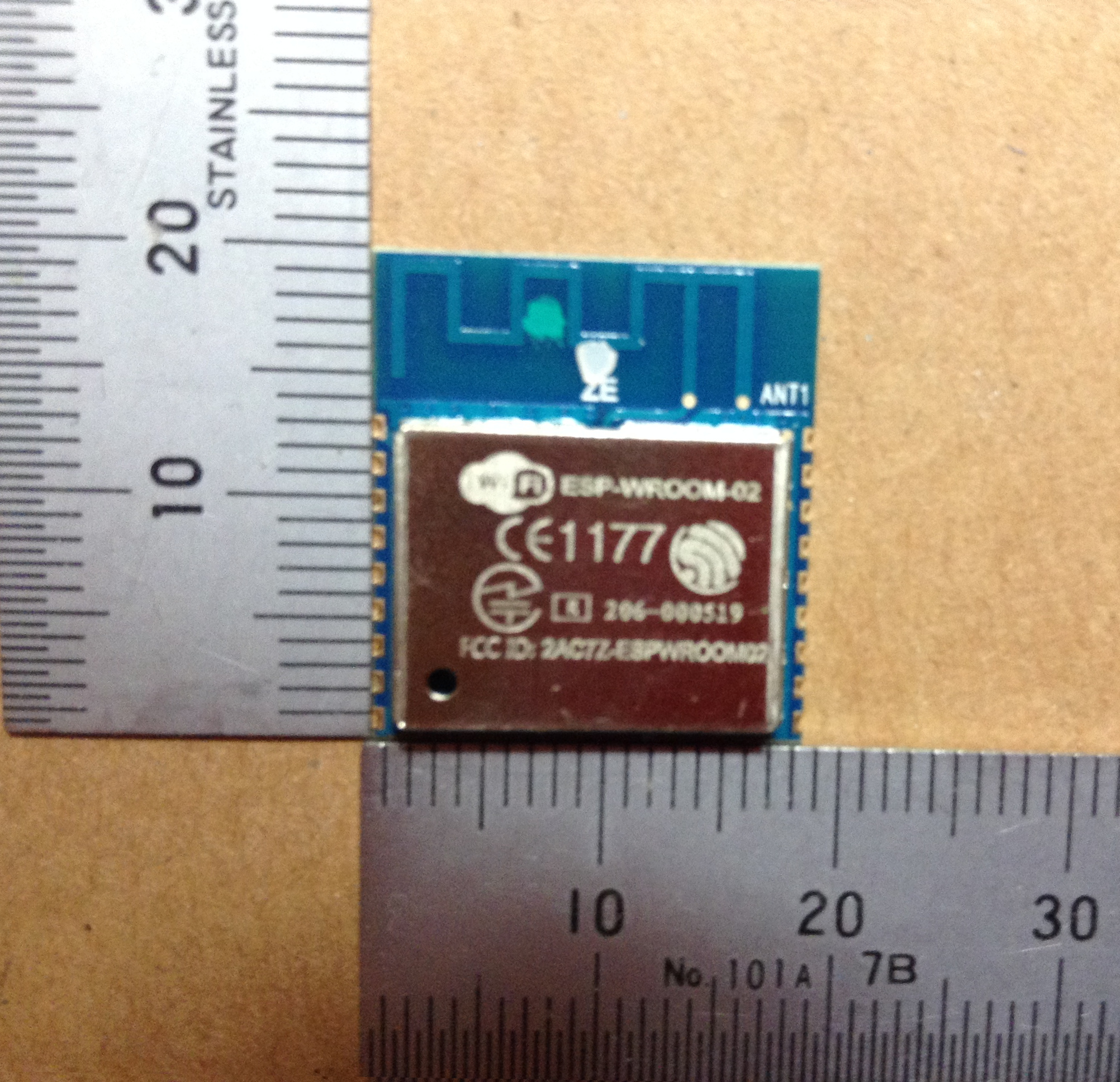
ESP-WROOM-02

다음은 Espressif에서 만든 ESP8266 기반 모듈 시리즈이다.
| 이름          | 활성 핀 | 피치   | 폼 팩터           | LED    | 안테나       | 차폐 | 크기 (mm) | 참고                                                                                             |
| ------------- | ------- | ------ | ----------------- | ------ | ------------ | ---- | --------- | ------------------------------------------------------------------------------------------------ |
| ESP-WROOM-02  | 18      | 1.5 mm | 2×9 캐슬레이티드  | 아니요 | PCB 트레이스 | 예   | 18 × 20   | FCC ID 2AC7Z-ESPWROOM02.                                                                         |
| ESP-WROOM-02D | 18      | 1.5 mm | 2×9 캐슬레이티드  | 아니요 | PCB 트레이스 | 예   | 18 × 20   | FCC ID 2AC7Z-ESPWROOM02D. 150밀 및 208밀 플래시 메모리 칩과 모두 호환되는 ESP-WROOM-02의 개정판. |
| ESP-WROOM-02U | 18      | 1.5 mm | 2×9 캐슬레이티드  | 아니요 | U.FL 소켓    | 예   | 18 × 20   | U.FL 호환 안테나 소켓 커넥터가 포함되어 있다는 점에서 ESP-WROOM-02D와 다르다.                    |
| ESP-WROOM-S2  | 20      | 1.5 mm | 2×10 캐슬레이티드 | 아니요 | PCB 트레이스 | 예   | 16 × 23   | FCC ID 2AC7Z-ESPWROOMS2.                                                                         |

위 표(및 이어지는 두 표)에서 "활성 핀"은 외부 장치를 ESP8266 MCU에 연결할 수 있는 GPIO 및 ADC 핀을 포함한다. "피치"는 ESP8266 모듈의 핀 간 간격으로, 장치를 브레드보드에 사용할 경우 알아야 할 중요한 정보다. "폼 팩터"는 "2 × 9 DIL"과 같이 모듈 패키징을 설명하는데, 이는 DIP IC의 핀처럼 "듀얼 인 라인"으로 배열된 9개 핀의 두 줄을 의미한다. 많은 ESP-xx 모듈에는 작은 온보드 LED가 포함되어 있어 깜빡이도록 프로그래밍하여 활동을 나타낼 수 있다. ESP-xx 보드에는 트레이스 안테나, 온보드 세라믹 안테나, 외부 Wi-Fi 안테나를 연결할 수 있는 외부 커넥터 등 여러 안테나 옵션이 있다. Wi-Fi 통신은 많은 RFI(무선 주파수 간섭)를 발생시키므로, FCC와 같은 정부 기관은 다른 장치와의 간섭을 최소화하기 위해 차폐된 전자 장치를 선호한다. 일부 ESP-xx 모듈은 FCC 승인 스탬프가 찍힌 금속 상자에 들어 있다. 선진국 시장에서는 FCC 승인 및 차폐된 Wi-Fi 장치가 요구될 가능성이 높다.

## Ai-Thinker 모듈

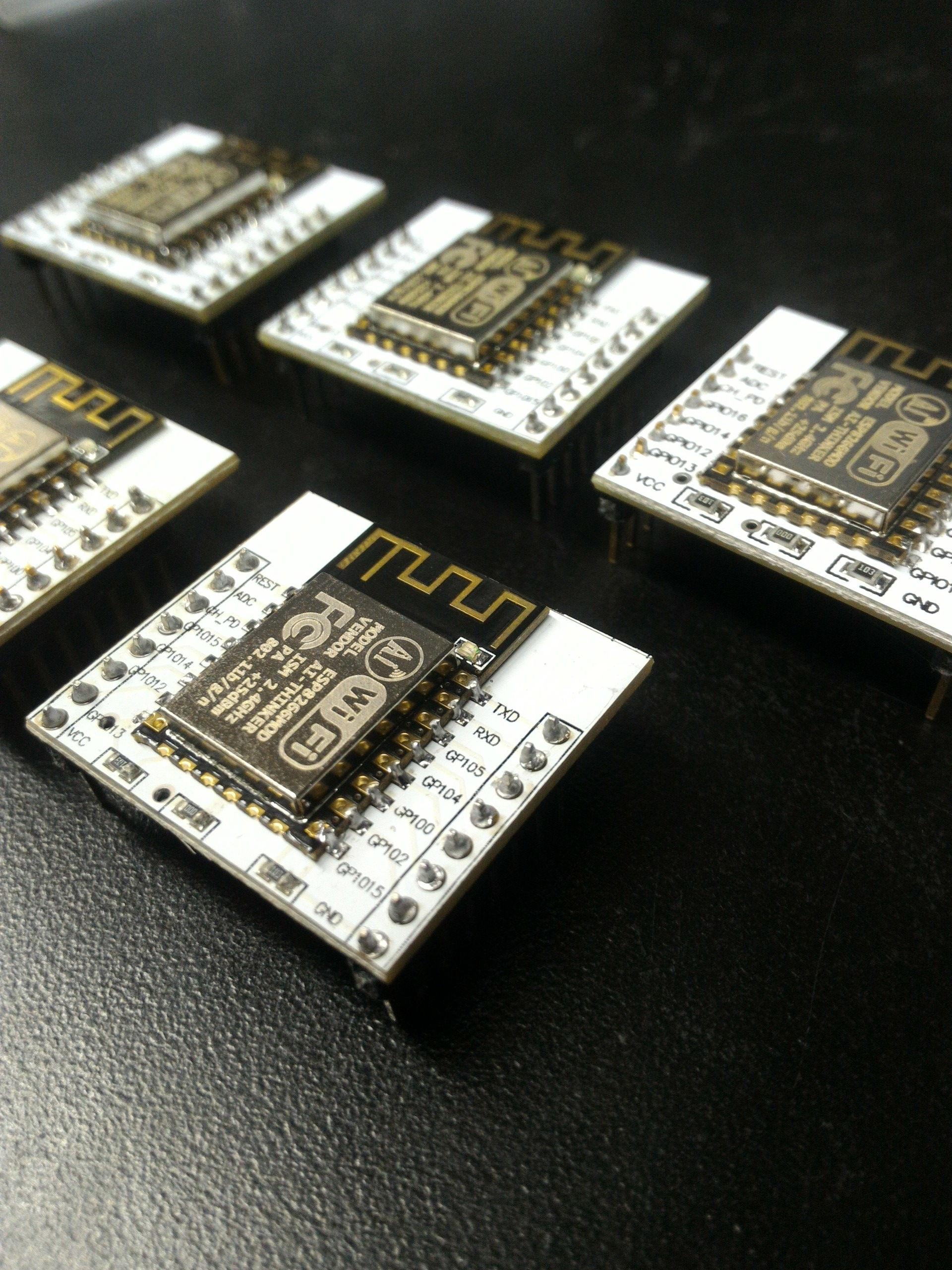
Ai-Thinker ESP8266 모듈(ESP-12F, 검은색)이 브레이크아웃 보드(흰색)에 납땜되어 있다

다음은 타사 제조업체 Ai-Thinker가 ESP8266으로 만든 첫 번째 모듈 시리즈이며 가장 널리 사용된다. 이들은 총칭하여 "ESP-xx 모듈"이라고 불린다. 작동 가능한 개발 시스템을 구축하려면 추가 구성 요소, 특히 직렬 TTL-USB 어댑터(때로는 USB-UART 브리지라고도 함)와 외부 3.3V 전원 공급 장치가 필요하다. 초보 ESP8266 개발자는 USB-UART 브리지와 3.3V 전압 레귤레이터가 보드에 내장된 마이크로 USB 커넥터가 포함된 NodeMCU와 같은 대형 ESP8266 Wi-Fi 개발 보드를 고려하는 것이 좋다. 프로젝트 개발이 완료되면 이러한 구성 요소는 필요하지 않으며, 이러한 저렴한 ESP-xx 모듈은 생산 실행을 위한 저전력, 소형 풋프린트 옵션이다.
참고 열에서 플래시 메모리 크기는 주어진 모듈과 표의 모든 하위 모듈에 적용된다. 단일 모듈에 적용되는 예외는 괄호 안에 표시된다.
| 이름    | 활성 핀 | 피치     | 폼 팩터             | LED    | 안테나             | 차폐   | 크기 (mm)     | 참고                                                                                             |
| ------- | ------- | -------- | ------------------- | ------ | ------------------ | ------ | ------------- | ------------------------------------------------------------------------------------------------ |
| ESP-01  | 6       | 0.1 인치 | 2×4 DIL             | 예     | PCB 트레이스       | 아니요 | 14.3 × 24.8   | 일반 제조업체의 512 KiB 플래시 및 파란색 PCB. AI-Thinker의 1 MiB 플래시, AI-Cloud 및 검은색 PCB. |
| ESP-01S | 6       | 0.1 인치 | 2×4 DIL             | 예     | PCB 트레이스       | 아니요 | 14.4 × 24.7   | 1 MiB 플래시                                                                                     |
| ESP-01M | 16      | 1.6 mm   | 2×9 에지 커넥터     | 아니요 | PCB 트레이스       | 예     | 18.0 × 18.0   | ESP8285 사용 (1 MiB 내장 플래시).                                                                |
| ESP-02  | 6       | 0.1 인치 | 2×4 캐슬레이티드    | 아니요 | U.FL 소켓          | 아니요 | 14.2 × 14.2   |                                                                                                  |
| ESP-03  | 10      | 2 mm     | 2×7 캐슬레이티드    | 아니요 | 세라믹             | 아니요 | 17.3 × 12.1   |                                                                                                  |
| ESP-04  | 10      | 2 mm     | 2×4 캐슬레이티드    | 아니요 | 없음               | 아니요 | 14.7 × 12.1   |                                                                                                  |
| ESP-05  | 3       | 0.1 인치 | 1×5 SIL             | 아니요 | U.FL 소켓          | 아니요 | 14.2 × 14.2   |                                                                                                  |
| ESP-06  | 11      | 다양함   | 4×3 주사위          | 아니요 | 없음               | 예     | 14.2 × 14.7   | FCC 미승인.                                                                                      |
| ESP-07  | 14      | 2 mm     | 2×8 핀홀            | 예     | 세라믹 + U.FL 소켓 | 예     | 20.0 × 16.0   | FCC 미승인.                                                                                      |
| ESP-07S | 14      | 2 mm     | 2×8 핀홀            | 아니요 | U.FL 소켓          | 예     | 17.0 × 16.0   | FCC 및 CE 승인.                                                                                  |
| ESP-08  | 10      | 2 mm     | 2×7 캐슬레이티드    | 아니요 | 없음               | 예     | 17.0 × 16.0   | FCC 미승인.                                                                                      |
| ESP-09  | 10      | 다양함   | 4×3 주사위          | 아니요 | 없음               | 아니요 | 10.0 × 10.0   |                                                                                                  |
| ESP-10  | 3       | 2 mm     | 1×5 캐슬레이티드    | 아니요 | 없음               | 아니요 | 14.2 × 10.0   |                                                                                                  |
| ESP-11  | 6       | 1.27 mm  | 1×8 핀홀            | 아니요 | 세라믹             | 아니요 | 17.3 × 12.1   |                                                                                                  |
| ESP-12  | 14      | 2 mm     | 2×8 캐슬레이티드    | 예     | PCB 트레이스       | 예     | 24.0 × 16.0   | FCC 및 CE 승인.                                                                                  |
| ESP-12E | 20      | 2 mm     | 2×8 캐슬레이티드    | 예     | PCB 트레이스       | 예     | 24.0 × 16.0   | 4 MiB 플래시.                                                                                    |
| ESP-12F | 20      | 2 mm     | 2×8 캐슬레이티드    | 예     | PCB 트레이스       | 예     | 24.0 × 16.0   | FCC 및 CE 승인. 개선된 안테나 성능.                                                              |
| ESP-12S | 14      | 2 mm     | 2×8 캐슬레이티드    | 예     | PCB 트레이스       | 예     | 24.0 × 16.0   | FCC 승인.                                                                                        |
| ESP-13  | 16      | 1.5 mm   | 2×9 캐슬레이티드    | 아니요 | PCB 트레이스       | 예     | W18.0 × L20.0 | "FCC"로 표시됨. 차폐 모듈은 ESP-12 모듈과 비교하여 옆으로 배치됨.                                |
| ESP-14  | 22      | 2 mm     | 2×8 캐슬레이티드 +6 | 예     | PCB 트레이스       | 예     | 24.3 × 16.2   | 대부분 "AI Cloud Inside"로 광고됨.                                                               |

## 기타 보드

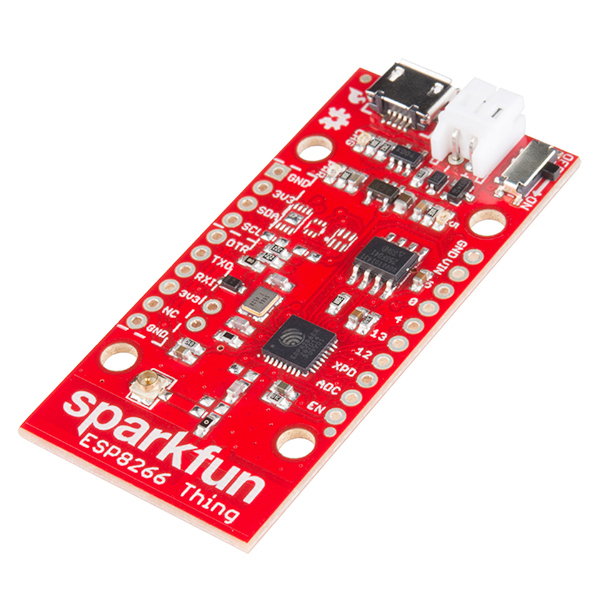
SparkFun ESP8266 Thing

이 보드들이 초기 ESP-xx 모듈보다 인기가 있는 이유는 온보드 USB-UART 브리지(Silicon Labs의 CP2102 또는 WCH CH340G 등)와 마이크로 USB 커넥터가 포함되어 있기 때문이다. 이들은 3.3V 레귤레이터와 결합되어 보드에 전원을 공급하고 호스트(소프트웨어 개발) 컴퓨터, 즉 콘솔과 연결성을 제공하여 쉬운 개발 플랫폼이 된다. 초기 ESP-xx 모듈에서는 이 두 가지 항목(USB-직렬 어댑터 및 레귤레이터)을 별도로 구매하여 ESP-xx 회로에 연결해야 했다. NodeMCU와 같은 최신 ESP8266 보드는 작업하기 더 쉽고 더 많은 GPIO 핀을 제공한다. 여기에 나열된 대부분의 보드는 ESP-12E 모듈을 기반으로 하지만, 새로운 모듈이 몇 달마다 계속해서 출시되고 있는 것처럼 보인다.
| 이름                                       | 활성 핀  | 피치     | 폼 팩터                 | LED      | 안테나                   | 차폐   | 크기 (mm)     | 참고 |
| ------------------------------------------ | -------- | -------- | ----------------------- | -------- | ------------------------ | ------ | ------------- | --- |
| Bolt IoT                                   | 14       | 0.1 인치 | 2×14 DIL                | 예       | PCB 트레이스             | 예     | 30 × 40       | 온보드 SD 카드 및 Lib-Discovery, 페일 세이프 모드와 같은 기능을 제공한다. 자체 IoT 클라우드를 가지고 있다. |
| Olimex MOD-WIFI-ESP8266                    | 2        | 0.1 인치 | UEXT 모듈               | 예       | PCB 트레이스             | 아니요 | ?             | RX/TX만 UEXT 커넥터에 연결됨. |
| Olimex MOD-WIFI-ESP8266-DEV                | 20       | 0.1 인치 | 2×11 DIL + 캐슬레이티드 | 예       | PCB 트레이스             | 아니요 | 33 × 23       | 모든 사용 가능한 GPIO 핀이 연결되어 있으며, UEXT 커넥터(RX/TX 및 SDA/SCL 신호 포함) 납땜용 패드도 있다. |
| NodeMCU DEVKIT                             | 14       | 0.1 인치 | 2×15 DIL                | 예       | PCB 트레이스             | 예     | 49 × 24.5     | ESP-12 모듈 사용; USB-직렬 인터페이스 포함. |
| 에이다프룻 Huzzah ESP8266 브레이크아웃     | 14       | 0.1 인치 | 2×10 DIL                | 예       | PCB 트레이스             | 예     | 25 × 38       | ESP-12 모듈 사용. |
| SparkFun ESP8266 Thing WRL-13231           | 12       | 0.1 인치 | 2×10 DIL                | 예       | PCB 트레이스 + U.FL 소켓 | 아니요 | 58 × 26       | FTDI 직렬 헤더, 전원용 마이크로 USB 소켓, 리튬 이온 배터리 충전기 포함. |
| KNEWRON Technologies smartWIFI             | 12       | 0.1 인치 | 2×20 DIL                | 예 1 RGB | PCB 트레이스             | 예     | 25.4 × 50.8   | CP2102 USB 브리지, 배터리 충전기, 전원 및 배터리 충전용 마이크로 USB 소켓, 1 RGB LED 및 사용자 / 리플래시 버튼 포함. |
| ArduCAM ESP8266 UNO                        | 12+      | 0.1 인치 | 아두이노 우노           | 예       | PCB 트레이스             | 예     | 53.4 × 68.6   | AI Thinker의 ESP8266MOD 모듈을 사용하며 마이크로 USB 포트, 배터리 핀, 카메라 핀 및 uSD 카드가 모두 동일한 보드에 있다. 아두이노 우노 쉴드와 완벽하게 호환된다.                                                                                                |
| DoIT ESPduino                              | 12       | 0.1 인치 | 아두이노 우노           | 예       | PCB 트레이스             | 예     | 53.4 × 68.6   | ESP-WROOM-02 (ESP-13) 모듈 및 USB Type B 포트를 사용한다. 아두이노 우노 쉴드와 완벽하게 호환된다. |
| WeatherPlus - SwitchDoc Labs               | 26+Grove | 0.1 인치 | 사용자 정의             | 예       | PCB 트레이스             | 예     | 86.0 × 50.0   | AI Thinker 모델 ESP8266MOD (ESP-13) 모듈과 프로그래밍용 FTDI, 전원용 미니 USB 포트를 사용한다. 에이다프룻 허자(Adafruit Huzzah) 소프트웨어와 완벽하게 호환된다. BMP280 기압계, ADS1115 및 Grove I2C 커넥터가 포함되어 있다. 풍속계/풍향계/강우 측정기 플러그. |
| WeMos D1                                   | 12       | 0.1 인치 | 아두이노 우노           | 예       | PCB 트레이스             | 예     | 53.4 × 68.6   | ESP-12F 모듈 및 마이크로 USB 소켓 사용. WeMos D1 R2를 선호하여 단종됨. |
| WeMos D1 R2                                | 12       | 0.1 인치 | 아두이노 우노           | 예       | PCB 트레이스             | 예     | 53.4 × 68.6   | ESP-12F 모듈 사용 및 마이크로 USB 소켓이 있다. |
| WeMos D1 mini                              | 12       | 0.1 인치 | 2×8 DIL                 | 예       | PCB 트레이스             | 예     | 25.6 × 34.2   | ESP-12S 모듈 사용 및 마이크로 USB 소켓이 있다. |
| WeMos D1 mini Lite                         | 12       | 0.1 인치 | 2×8 DIL                 | 예       | PCB 트레이스             | 예     | 25.6 × 34.2   | 1 MiB 플래시가 내장된 ESP8266인 ESP8285 기반; 마이크로 USB 소켓이 있다. |
| WeMos D1 mini Pro                          | 12       | 0.1 인치 | 2×8 DIL                 | 예       | 세라믹 및 U.FL 소켓      | 예     | 25.6 × 34.2   | ESP8266EX 칩 사용; 마이크로 USB 소켓, U.FL 안테나 커넥터, 16 MiB 플래시가 있다. |
| ESPert ESPresso Lite                       | 16       | 0.1 인치 | 2×8 DIL                 | 예       | PCB 트레이스             | 예     | 26.5 × 57.6   | ESP-WROOM-02 모듈을 사용한다. 베타 버전으로 한정 수량 생산되었다. |
| ESPert ESPresso Lite V2.0                  | 24       | 0.1 인치 | 2×10 DIL                | 예       | PCB 트레이스             | 예     | 28 × 61       | ESPresso Lite의 개선 버전. |
| In-Circuit ESP-ADC                         | 18       | 0.1 인치 | 2×9 DIL                 | 아니요   | U.FL 소켓                | 예     | 22.9 × 14.9   | ESP8266EX 칩 사용. |
| Watterott ESP-WROOM02-Breakout             | 14       | 0.1 인치 | 2×10 DIL                | 예       | PCB 트레이스             | 예     | 40.64 × 27.94 | Espressif ESP-WROOM-02 모듈을 사용한다. |
| Geek Wave Solution IOT WROOM-02 Dev. Board | 20       | 0.1 인치 | ?                       | 예       | PCB 트레이스             | 예     | 93.80 × 80.02 | Espressif ESP-WROOM-02 모듈 및 4개의 릴레이가 있는 개발 보드. |
| Witty 2-piece board                        | 20       | 0.1 인치 | ?                       | 예       | PCB 트레이스             | 예     | ?             | Espressif ESP8266 ESP-12E와 CH340G USB 인터페이스용 별도 보드가 있는 개발 보드. |

## ESP32-C3
2020년, Espressif는 ESP8266과 핀 호환이 되는 새로운 칩인 ESP32-C3를 발표했다. 이 칩은 최대 160 MHz의 클럭 속도를 가진 단일 코어 RISC-V 32비트 CPU를 기반으로 하며, 400 KiB의 SRAM과 384 KiB의 ROM 저장 공간이 내장되어 있다.

## 같이 보기
- ESP32 – Espressif의 후속 제품
- 사물인터넷
- MCU (마이크로컨트롤러 유닛)